# 伊斯坦布尔假期
《伊斯坦布尔假期》（法語：L’Étrange voyage de Monsieur Daldry），是马克·李维的第十二部小说，于2011年4月21日以纸质版（由罗伯尔·拉丰出版社发行）和电子版形式发售。

## 情节
从伦敦到伊斯坦布尔，他决定陪伴她踏上一段奇异的旅程。她是一个香水调香师，过着幸福的生活，身边围绕着许多朋友。然而，她并不知道自己内心隐藏着一个惊人的秘密，这个秘密将彻底颠覆她的生活。他是一个画家，性格古怪且孤独，他的邻居正是这位年轻的女性。
命运在一个游乐园的转角处将他们聚到了一起。他们为寻找多年来被掩埋的过去，开始了一段奇异的旅程。